# Bistabilní klopný obvod

Realizace bistabilního klopného obvodu typu RS z diskrétních součástek (R_{1}, R_{2} = 1 kΩ R_{3}, R_{4} = 10 kΩ)

Bistabilní klopný obvod (BKO, flip-flop, latch, případně bistabilní multivibrátor) je klopný obvod, který má dva stabilní stavy. Mezi těmito stavy lze přepínat pomocí signálů přivedených na vstupy. Tyto obvody se proto používají jako paměťové prvky.
BKO mají mnoho variant a provedení. Nejznámější jsou: RS, JK, D a T.

## Druhy bistabilních klopných obvodů

### Klopný obvod RS

Schematická značka asynchronního RS klopného obvodu

Realizace asynchronního RS klopného obvodu s členy NAND

Schematická značka synchronního RS klopného obvodu s hladinovým řídícím signálem C

Realizace synchronního RS klopného obvodu s členy AND a členy NOR

Schematická značka synchronního RS klopného obvodu s náběžnou hranou řízeným řídícím signálem C

Realizace RS klopného obvodu s prioritou S (set)

Realizace RS klopného obvodu s prioritou R (reset)

RS je jedním z nejzákladnějších a nejjednodušších BKO.
Vstup R se označuje jako Reset. Přivedení hodnoty logická 1 na tento vstup vynuluje hodnotu Q (neboli nastaví výstup na hodnotu logická nula).
Vstup S se označuje jako Set, přivedení hodnoty logická 1 na tento vstup nastaví hodnotu Q na logickou 1.
Pokud je na R a S zároveň logická 1, mluvíme o zakázaném nebo také hazardním stavu. Znamená to, že tento stav není definován a pokud nastane tato vstupní kombinace, není předem možné určit, v jakém stavu se bude nacházet výstup obvodu.
Aby se tomuto stavu zabránilo, konstruují se tzv. RS obvody s prioritou. A to buď set nebo reset. V případě, že by u normálního obvodu mělo dojít k hazardnímu stavu, obvod s prioritou se přepne buď do 1 (priorita set) nebo do 0 (priorita reset).
Pojem zakázaný stav pochází z doby, kdy byl tento obvod realizován dvěma invertory, u kterých nebyl eliminován zpětný přenos přes jednotlivé tranzistory. Současné buzení obou vstupů vedlo k tomu, že se výstupní veličiny dostávaly do zakázaného pásma a tranzistory přecházely ze saturace do aktivní zóny svých charakteristik.
RS klopný obvod lze realizovat pomocí dvou dvouvstupých hradel typu NAND nebo NOR. Výstup prvního členu se vede do jednoho ze vstupů druhého členu, výstup druhého se vede do jednoho ze vstupů prvního. Druhé vstupy členů slouží jako vstupy R a S. V případě RSKO sestaveného z členů NAND jsou tyto vstupy aktivní v logické nule.
| asynchronního RS tvořeného obvody NOR | asynchronního RS tvořeného obvody NOR | asynchronního RS tvořeného obvody NOR |
| R                                     | S                                     | Qn+1                                  |
| ------------------------------------- | ------------------------------------- | ------------------------------------- |
| 0                                     | 0                                     | Qn                                    |
| 0                                     | 1                                     | 1                                     |
| 1                                     | 0                                     | 0                                     |
| 1                                     | 1                                     | X                                     |

| asynchronního RS tvořeného obvody NAND | asynchronního RS tvořeného obvody NAND | asynchronního RS tvořeného obvody NAND |
| R                                      | S                                      | Qn+1                                   |
| -------------------------------------- | -------------------------------------- | -------------------------------------- |
| 0                                      | 0                                      | X                                      |
| 0                                      | 1                                      | 0                                      |
| 1                                      | 0                                      | 1                                      |
| 1                                      | 1                                      | Qn                                     |

Tento typ obvodu se často využívá pro ošetření signálu z mechanických přepínačů, u nichž obvykle dochází k zákmitům kontaktů a tím i k nežádoucímu vyslání několika impulsů. Připojením přepínače na vstupy RS obvodu lze vzniku nežádoucích impulsů zabránit. Nevýhodou tohoto způsobu je, že vyžaduje přepínací kontakt, výhodou je naprosto spolehlivé potlačení zákmitů na rozdíl od použití dolnopropustných filtrů nebo monostabilních obvodů. Hlavní použití RSKO je pro jednoduché paměťové funkce (zapnuto-vypnuto) nebo jako součást složitějších struktur popsaných dále.
Doplněním dalších dvou členů AND zapojených jako blokování vstupů lze realizovat synchronní variantu tohoto klopného obvodu. Obvod tak bude reagovat na vstupy pouze po dobu a nebo pouze v době, kdy je hodinový signál C ve stavu log.1. Pokud je vstup signálu C vybaven detekcí náběžné hrany, bude se stav výstupů měnit pouze v okamžiku náběžné hrany signálu.

### Klopný obvod JK

Schematická značka klopného obvodu JK

Realizace klopného obvodu JK pomocí klopného obvodu RS a ANDů

JK má vstupy funkčně shodné s obvodem RS: J nastavuje hodnotu logická 1, vstup K nastavuje hodnotu logická 0. Pokud jsou oba vstupy J a K aktivní (u klopného obvodu RS mluvíme o zakázaném stavu), vnitřní hodnota se při hodinovém pulzu neguje. Oproti RS se tento klopný obvod vyrábí pouze v synchronní variantě.
Tento obvod nese označení po vědci jménem Jack Kilby (proto zkratka JK), který jej v roce 1958 představil ve firmě Texas Instruments (patent na jeho jméno vyšel o rok později). Protože název obvodu nemá žádný odvozený význam, existuje v angličtině mnemotechnická pomůcka pro označení vstupů „jump-kill“, tedy „nahoď-zruš“.
| \| klopného obvodu JK \| klopného obvodu JK \| klopného obvodu JK \| \| J \| K \| Qn+1 \| \| ------------------ \| ------------------ \| ------------------ \| \| 0 \| 0 \| Qn \| \| 0 \| 1 \| 0 \| \| 1 \| 0 \| 1 \| \| 1 \| 1 \| Qn \| |   | Vysvětlivky: • Qn aktuální stav (čas t+0) • Qn+1 stav následující (čas t+1) • X nedefinovaný stav (log.0 nebo log.1) je u tohoto klopného obvodu ošetřen |
| klopného obvodu JK |   | |
| J | K | Qn+1 |
| 0 | 0 | Qn |
| 0 | 1 | 0 |
| 1 | 0 | 1 |
| 1 | 1 | Qn |

### Klopný obvod JK Master-Slave

Realizace klopného obvodu JK Master-Slave pomocí dvou klopných obvodů JK a invertoru

JK Master-Slave je klopný obvod tvořený dvěma klopnými obvody JK. První master (nadřízený člen), druhý slave (podřízený člen). Princip činnosti je v tom, že klopný obvod má kaskádně zapojeny vstupy J, K. Vstup Clk (není značen) řídí stav jednotlivých obvodů následovně: master reaguje na vzestupnou hranu, Slave na sestupnou hranu společného signálu Clk. Master má vstupy J, K a Clk, výstupy jsou přivedeny na vstupy Slave, jehož výstupy teprve vedou na výstup celého klopného obvodu. Při vzestupné hraně signálu Clk master načte data (stav J, K), ale na výstupu slave se objeví až při sestupné hraně signálu Clk.

### Klopný obvod D

Schematická značka klopného obvodu D s hladinovým signálem Clk

Realizace klopného obvodu D s použitím hradla RS a invertoru

Schematická značka klopného obvodu D se signálem Clk řízeného náběžnou hranou

Obvod D realizuje jednobitovou paměť. Z obvodu RS se snadno vyrobí tím, že na vstup R přivedeme negovanou hodnotu vstupu S. Výstupy klopného obvodu kopírují stav vstupního signálu Data po dobu, po kterou je vstupní signál Clk ve stavu log.1. Při hodnotě log.0 na vstupu Clk zůstává na výstupech zachován poslední stav, který byl zapamatován při hodnotě Clk = log.1. Český název zdrž, anglicky delay.
Pokud je vstup Clk vybaven detekcí náběžné hrany, zapamatuje se stav vstupu Data v okamžiku náběžné hrany.
| \| klopného obvodu D \| klopného obvodu D \| klopného obvodu D \| \| D \| Qn+1 \| \| \| ----------------- \| ----------------- \| ----------------- \| \| 0 \| 0 \| \| \| 1 \| 1 \| \| | Vysvětlivky: • Qn+1 stav následující (čas t+1) • X nedefinovaný stav (log.0 nebo log.1) u tohoto klopného obvodu nenastává |
| klopného obvodu D | |
| D | Qn+1 |
| 0 | 0 |
| 1 | 1 |

### Klopný obvod T

Schematická značka klopného obvodu T

Realizace klopného obvodu T pomocí klopného obvodu RS a invertovaného vstupu R

Obvod T je přepínač paměti. S každou náběžnou hranou dojde ke změně výstupního stavu na inverzní k předchozí. V principu se jedná o děličku frekvence hodnotou 2 (fout = fin / 2).

Schematická značka klopného obvodu T s řídícím vstupem

U druhé varianty dochází ke změně na výstupech pouze tehdy, je-li řídící vstup ve stavu log.1.
Synchronní variantu je možné realizovat pomocí klopného obvodu JK spojením jeho vstupů J a K. Asynchronní variantu je možno realizovat ze synchronní připojením signálu hodin ke vstupnímu signálu.